# Dicranomyia haeretica
Dicranomyia haeretica är en tvåvingeart som beskrevs av Osten Sacken 1869. Dicranomyia haeretica ingår i släktet Dicranomyia och familjen småharkrankar. Inga underarter finns listade i Catalogue of Life.